# King Molasses
King Molasses é um drag king e performer nigeriano-americano, vencedor do título de Melhor Drag King no DC Drag Awards em 2022 e 2023. Ao longo de sua carreira, ele apareceu em programas de televisão como Good Morning America e em jornais como The Washington Post.

## Primeiros anos
Molasses cresceu e passou a infância na Nigéria, fazendo parte de uma família conservadora que lhe incutiu a cultura nacional, o que o levou a reprimir sua identidade nesta fase por medo.

## Carreira
Para Molasses o drag é uma forma de arte utilizada para navegar através das emoções e os traumas daquele que o prática.

É uma forma de vivermos, é uma forma de chorarmos e é uma forma de nos relacionarmos uns com os outros. Não sou um drag king porque quero ser homem ou quero me apresentar de uma forma masculina ou fortemente condicionada; Eu sou um rei porque quando vi drag kings se apresentarem pela primeira vez, me senti conectado.
Em dezembro de 2022, foi um dos sete artistas envolvidos em um evento beneficente para arrecadar fundos para os trabalhadores do Club Q em Colorado Springs, após o tiroteio naquele local no mês anterior, no qual 5 pessoas morreram.
Em fevereiro de 2023, ele fez parte do documentário Vox Drag kings, explicado por drag kings, que tentou dar a conhecer a história e a cultura do drag king ao público em geral. No dia 30 de setembro do mesmo ano participou de um evento drag formado exclusivamente por artistas com deficiência.
John Hernandez, jornalista da Bear World Magazine, incluiu Molasses na lista "8 drag kings que nos deixam de joelhos!", que também incluía artistas como Murray Hill ou Landon Cider. Ele também foi incluído por C. J. Nelson na lista dos "black drag kings que você deveria conhecer", do 21Ninety. O drag king americano Tenderoni nomeou King Molasses como seu artista favorito na época.

## Vida pessoal
Molasses é uma pessoa de género não binário, e atualmente reside em Washington D. C..